# Wappen der Kirgisischen SSR

Wappen der Kirgisischen SSR

Das Wappen der Kirgisischen SSR basiert auf dem Wappen der Sowjetunion. Es zeigt Symbole der Landwirtschaft (Baumwolle und Ähren), der Volkskunst und des Kommunismus (Hammer und Sichel). Anstelle der erwarteten Weltkugel steht im kirgisischen Wappen der schneebedeckte Tianshan im Vordergrund. Die aufgehende Sonne symbolisiert die Zukunft des Landes Kirgisien, und der Stern steht für den Sieg des Sozialismus in allen fünf Erdteilen.
Auf dem Spruchband ist das Motto „Proletarier aller Länder, vereinigt Euch!“ auf Kirgisisch und Russisch angegeben. Auf Kirgisisch lautet der Satz “Бардык өлдөрдүн пролетарлары, биринкиле!”, auf Russisch «Пролетарии всех стран, соединяйтесь!».
Ferner ist der Landesname nur auf Kirgisisch angegeben.